# 苏殿选
苏殿选（1898年—1987年），河南鲁山人，中华人民共和国政治人物。
担任劳模。河南鲁山马楼农业生产合作社主任。1954年，当选第一届全国人民代表大会代表。